# 朴正祥
朴正祥（1984年8月23日—），韩国职业围棋棋手。

## 生平
朴正祥生于韩国首爾市，在許壯會道场学习围棋，2000年入段，2003年升为四段，2004年赢得首个国内比赛头衔SK煤气杯。2006年在国际比赛富士通杯先后战胜江鸣久、羽根直树、常昊、崔哲瀚和周鹤洋获得冠军，直升为九段，这也是韩国棋手在国际比赛赢得的连续第9个冠军。2008年在第一届世界智力运动会围棋男子个人比赛中获得银牌。